# Colin Podmore
Colin Podmore, né le 22 février 1960 à Redruth, est un historien ecclésiastique cornique, laïc supérieur de l'Église d'Angleterre. Entre avril 2013 et février 2020, il est le directeur de Forward in Faith, une association anglo-catholique traditionaliste au sein de l'église. Il est un ancien secrétaire de la Chambre du clergé du Synode général de 2002 à 2011 ainsi qu'un ecclésiastique au Synode général de 2011 à 2013,. 

## Biographie
Podmore naît le 22 février 1960 à Redruth, en Cornouailles. Il étudie l'histoire à Keble College, et s'entraîne à l'enseignement à Selwyn College. Après avoir été professeur, il revient à l'Université d'Oxford en tant que chercheur dans le but d'entreprendre un Doctorat en Philosophie sur les Frères moraves en Angleterre. Sa thèse de doctorat s'intitulait "Le rôle des Frères moraves en Angleterre de 1728 à 1760" et est soutenue en 1994. Elle a ensuite été publiée. 

## Vie personnelle
Podmore reçut une éducation méthodiste et se rendit à l'École du dimanche méthodiste. Il se convertit à l'anglicanisme à l'âge de dix-neuf ans lorsqu'il était étudiant ; "premièrement en raison de l'appel de la louange anglo-catholique, et deuxièmement en raison du sentiment que, dans l'Église d'Angleterre, tu t'identifies à la tradition chrétienne dans ce pays remontant au Haut Moyen Âge". 

## Honneurs
En 2002, Podmore est élu Membre de la Royal Historical Society. En juin 2017, il remporte le Prix Lanfranc pour Éducation et Travaux Universitaires par l'Archevêque de Canterbury "pour services rendus à l'éducation et travaux universitaires en soutien à l'Église d'Angleterre et l'Église". Lors des honneurs de l'anniversaire de la reine en 2020, il est nommé Membre de l'Ordre de l'Empire britannique pour services rendus à l'Église d'Angleterre. Il est le président de la Society for the Maintenance of the Faith (litt. Société pour le maintien de la foi), une organisation anglo-catholique coordonnant le patronage de l'Église d'Angleterre.